# Ardez
Ardez ([ɐrˈdɛts]ⓘ; deutsch veraltet Steinsberg) ist ein Dorf in der Unterengadiner Gemeinde Scuol im Schweizer Kanton Graubünden.
Bis zum 31. Dezember 2014 war Ardez eine eigenständige politische Gemeinde. Am 1. Januar 2015 wurde Ardez mit den vier Gemeinden Ftan, Guarda, Sent und Tarasp in die Gemeinde Scuol eingegliedert.
Seit 2021 ist Ardez gemeinsam mit den Dörfern Guarda und Lavin Teil der internationalen Alpenvereinsinitiative Bergsteigerdörfer.

## Geographie

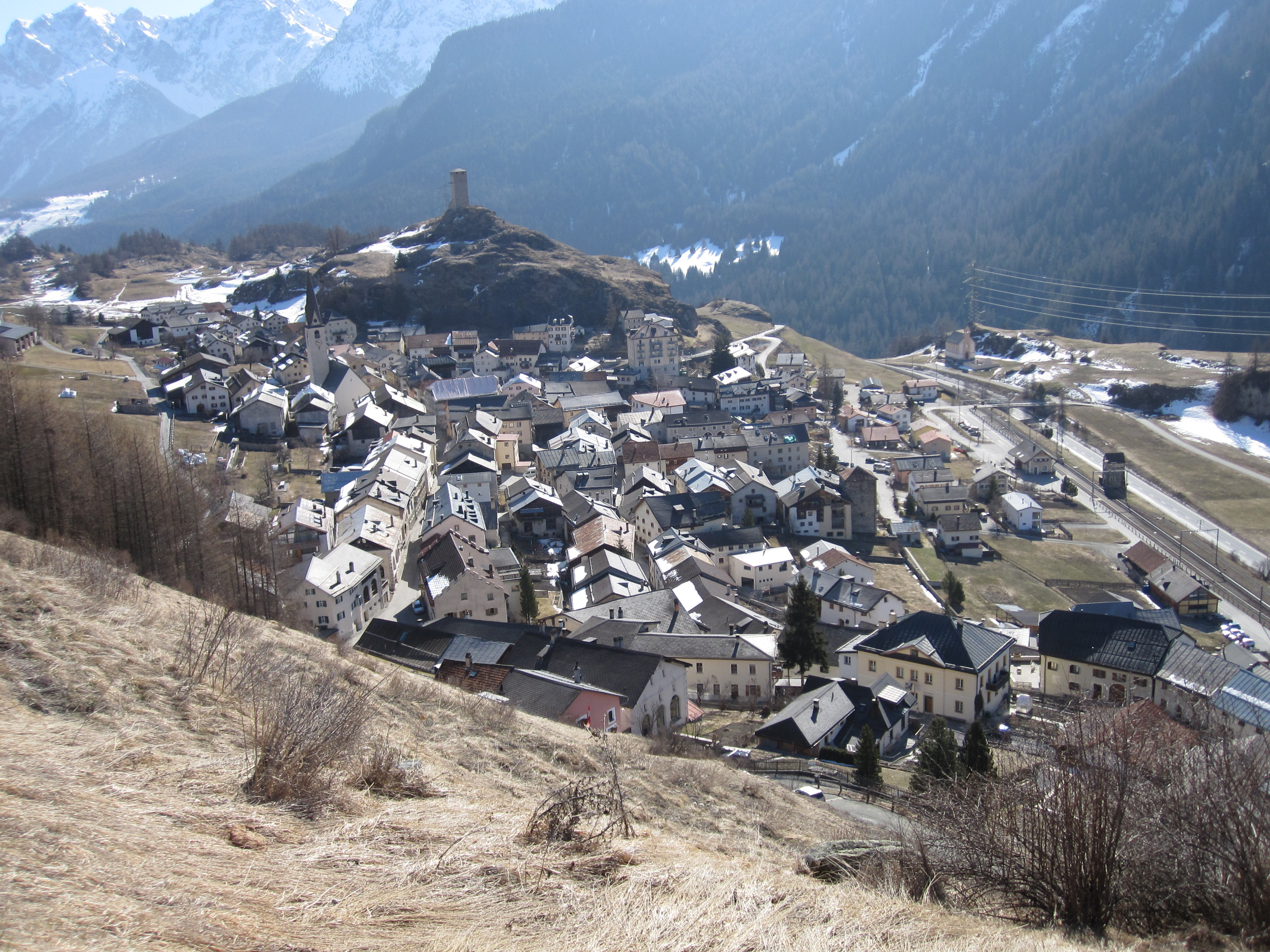
Ardez von Westen her gesehen

Ardez liegt auf der linken Talseite des Unterengadins über dem Inn. Zu Ardez gehören die Fraktionen Sur En (rechte Talseite) und Bos-cha (zwischen Ardez und Guarda). Das ehemalige Gemeindegebiet erstreckt sich von der österreichischen Grenze im Norden (Gemsspitze, Hintere Jamspitze) bis zur Nationalparkgrenze im Süden (Piz Sampuoir). Der höchste Punkt der ehemaligen Gemeinde ist der Piz Plavna Dadaint (3166 m).
Zum Gebiet von Ardez gehören die südlich des Inns gelegenen Seitentäler Val Nuna und Val Sampuoir sowie die Val Tasna auf der nördlichen Talseite. Die Nachbargemeinden sind Zernez und das österreichische Galtür. Der Ardezer Boden reichte noch um 1900 bis ins Montafon (Vorarlberg) und ins Paznaun (Tirol).

## Geologie
Die Ardezer Landschaft liegt eingebettet zwischen den Kristallinmassen der Silvretta und den Unterengadiner Dolomiten. Hier grenzen Kristallin- und Kalk-/ Schiefergebiete aneinander. Die hügelige Terrasse östlich der Burg Steinsberg besteht vorwiegend aus Tasna-Altkristallin. Darüber liegen Triasdolomit und die Liasgesteine der Burg Steinsberg. Westlich des Dorfes sind Sandkalke des Neokom der jüngeren Kreideniveaus (Weg nach Bos-cha) überlagert.

## Geschichte

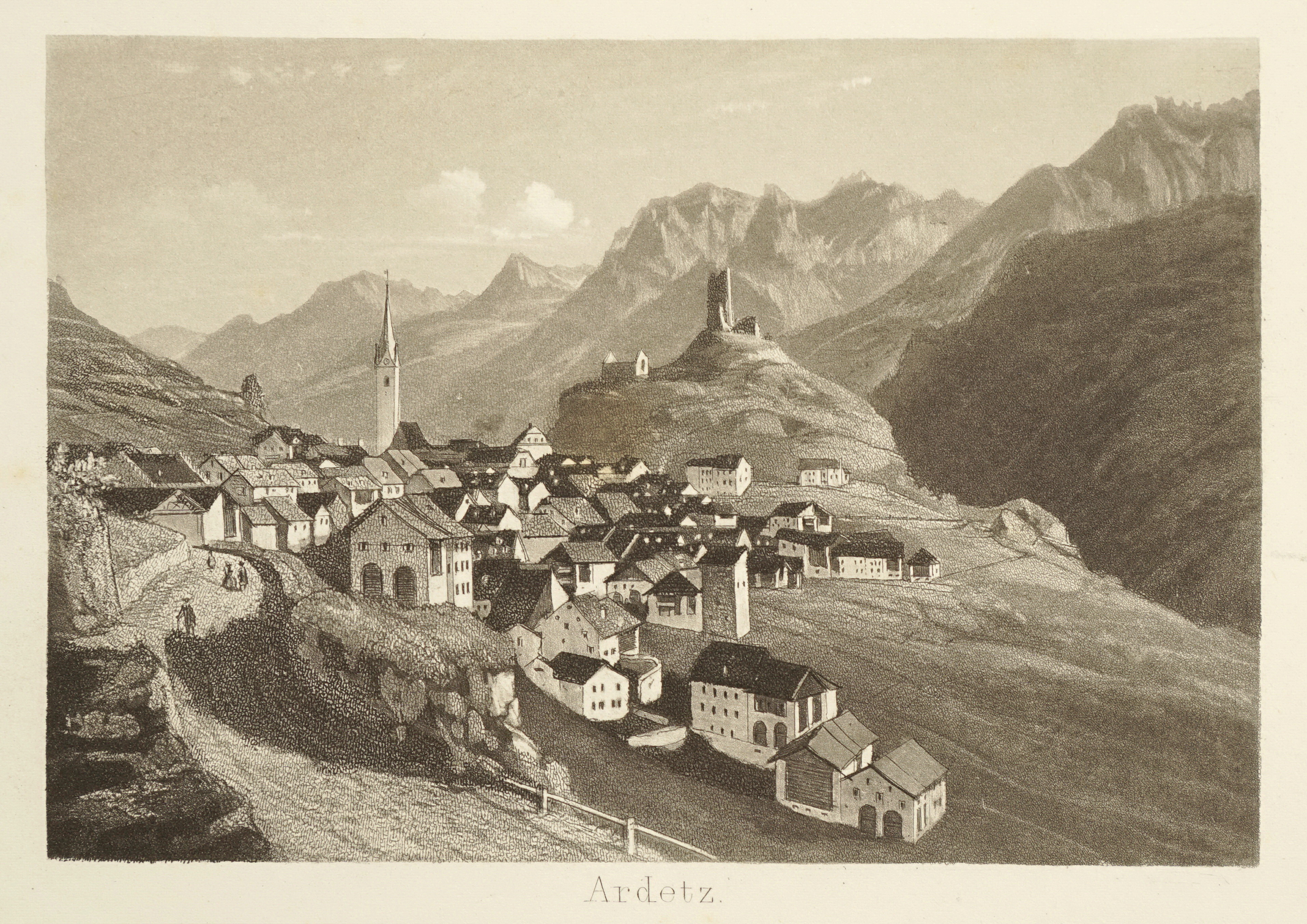
Ardez mit Ruine Steinsberg um 1870. Radierung von Heinrich Müller

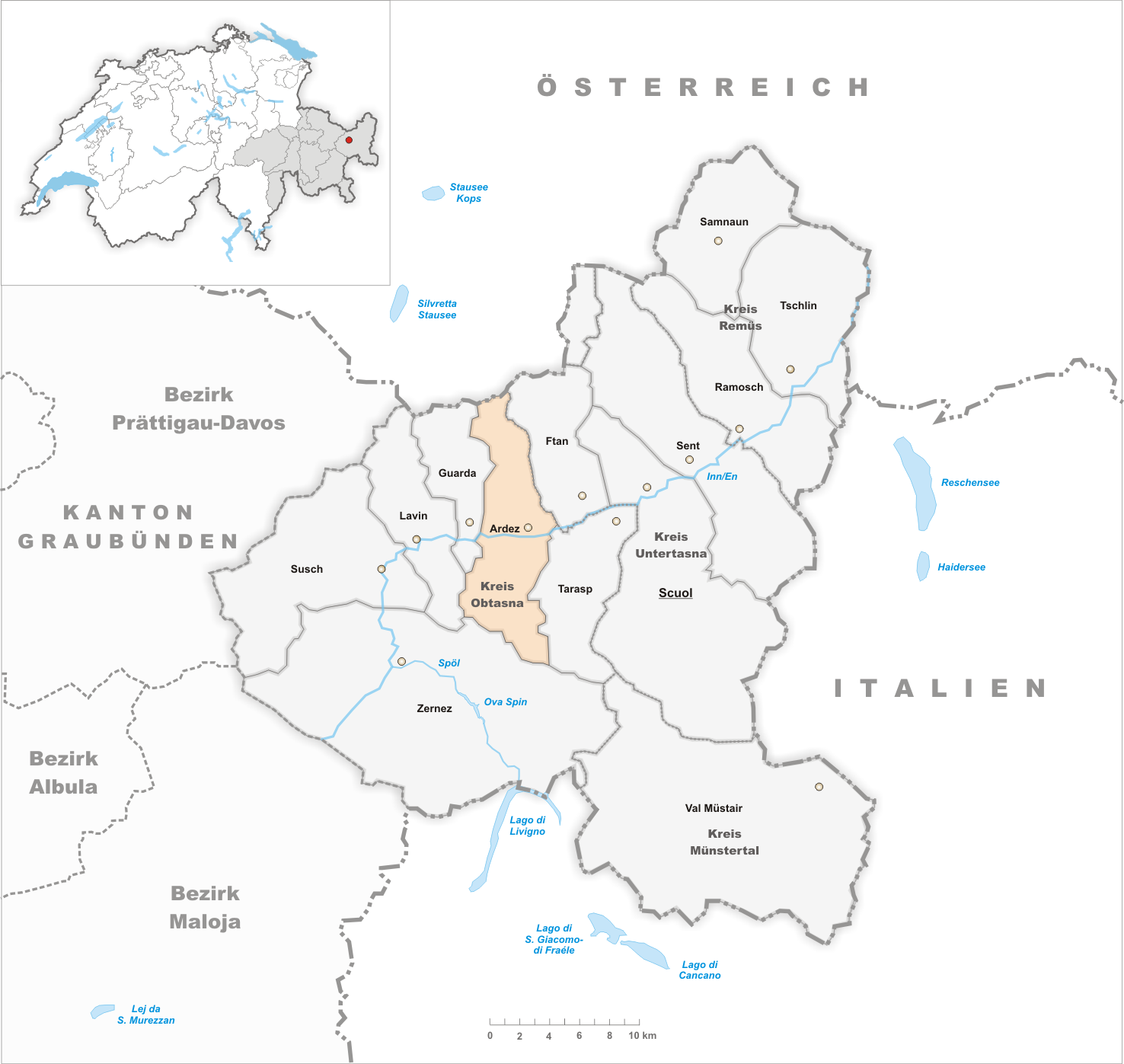
Gemeindestand vor der Fusion am 1. Januar 2015

Luftbild von Walter Mittelholzer (1925)

Luftbild von Werner Friedli (1947)

Prähistorische Funde gab es bei Bos-cha (Schalensteine) und bei Chanoua (Keramik der Fritzens-Sanzeno-Kultur). Suotchastè war gemäss den Ausgrabungen von der späten Bronzezeit (Laugen-Melaun-Kultur, 13. bis 6. Jahrhundert v. Chr.) bis in die jüngere Eisenzeit (Fritzens-Sanzeno, 5. bis 1. Jahrhundert v. Chr.) besiedelt. Ortsnamen und  ein der Fritzens-Sanzeno-Kultur zuzuordnender Schriftfund legen es nahe, die Urheber entsprechender Artefakte als Räter im Sinne antiker Quellen anzusehen. 15 v. Chr. wurden sie von den Stiefsöhnen Drusus und Tiberius des Kaisers Augustus unterworfen und im 1. Jahrhundert n. Chr. in die römische Provinz Raetia eingegliedert. Hiervon zeugen auch römische Fundgegenstände in Ardez.
Ardez wurde um das Jahr 900 erstmals im karolingischen Urbar erwähnt. Der Bau der Burg Steinsberg fällt vermutlich in die Zeit Karls des Grossen. Die Herren de Ardetz lebten nachweislich von 1161 bis 1310.
Die Herren von Tarasp, das Kloster Marienberg, der Bischof von Chur, die Grafschaft Tirol und die Vögte von Matsch hatten Besitzungen und Rechte in Ardez.
Die Burg Steinsberg wurde zunächst Kirchenkastell (Luziusstein; Kirche St. Luzi auf dem Burghügel) und ab dem 12. Jahrhundert Feudalsitz. 1209 erwarb der Churer Bischof Reinher della Torre die Burg. Sie bildete danach den bischöflichen Herrschaftsmittelpunkt. Im Rahmen des Schwabenkrieges (Engadinerkriegs) zerstörten die Österreicher 1499 die Burg und das Dorf Ardez. Der Turm wurde mehrmals restauriert. Zum Schutz von Rechten und Freiheiten gründete die Bevölkerung 1367 den Gotteshausbund in Zernez. 
Der Übertritt zur Reformation erfolgte 1538. 1576–1577 wurde die heutige reformierte Kirche errichtet. Zur alten Pfarrei Ardez gehörten mit Tauf- und Begräbnisrecht neben Ardez auch Guarda, Lavin, Susch sowie Galtür. Die Einwohner von Galtür begruben ihre Toten im Friedhof von Ardez. Im Winter, wenn der Futschölpass nicht begehbar war, vergruben sie die Toten im Schnee und brachten sie im Frühling nach Ardez.
Im 16. Jahrhundert wurde die Fahne des Unterengadins in Ardez aufbewahrt. Die Gemeinden besassen ein hohes Mass an Souveränität. Wenn die Herren (Magnaten) sich zu viel Macht anmassten, griffen die Bauern in den Gemeinden zu Waffe und Fahne („Fähnlilupf“), um dafür zu sorgen, dass ein Gerichtsverfahren wieder gerechte Verhältnisse herstellte. 1622 wurde das protestantische Ardez durch den katholisch-österreichischen Feldherrn Alois Baldiron dem Erdboden gleichgemacht. Das Dorf kaufte sich 1652 von Österreich los und gehörte bis 1851 zur Gerichtsgemeinde Obtasna. Die Einwohner von Ardez betrieben Ackerbau und Viehzucht, kolonisierten die Weidegebiete um Galtür jenseits des Futschölpasses und exportierten bis Mitte des 19. Jahrhunderts Holz ins Tirol. Häufig stritten sie mit Ftan um die Grenze im Val Tasna und mit Tarasp um die Innbrücke. 
Von 1854 bis 2014 war Ardez eine politische Gemeinde. 1913 erhielt Ardez eine RhB-Station, 1978 eine Umfahrungsstrasse. Bereits 1939 wurde mit Güterzusammenlegungen begonnen. Das weitgehend intakte geschlossene Dorf wurde 1975 als Pilotgemeinde des Europäischen Jahres für Denkmalpflege zusammen mit Corippo, Murten und Martigny als Musterdorf mit beispielhafter Restaurierung der typischen Engadinerhäuser („Réalisation Exemplaire“) ausgewählt. 1990 arbeiteten 58 Prozent der in Ardez Erwerbstätigen im Sektor, der Rest verteilte sich auf Gewerbe und Landwirtschaft.

## Wappen
| Wappen von Ardez | Blasonierung: «Geteilt von Silber (Weiss) und Schwarz, in Silber ein halber schwarzer, rot bewehrter Steinbock, in Schwarz ein silbernes Tatzenkreuz» |
| Wappen von Ardez | Wappenbild nach einem Siegel des 19. Jahrhunderts. |

## Bevölkerung
Die Bevölkerungsentwicklung verlief ziemlich stabil. 1780 waren es 531 Einwohner, im Jahr 1900 612. Einen Höhepunkt gab es 1910 infolge des Bahnbaus mit 1005 Einwohnern und einen Tiefstand 1980 mit 383 Einwohnern.
| Jahr      | 1835 | 1850 | 1900 | 1910           | 1950 | 2000 |
| Einwohner | 599  | 586  | 612  | 1005 (Bahnbau) | 541  | 401  |

### Sprachen
Die bündnerromanische Mundart Vallader ist bis heute die Sprache einer grossen Bevölkerungsmehrheit geblieben. Sie wird auch von der Gemeinde und der Schule unterstützt. Daher gaben 1990 85 % und 2000 gar 89 % der Einwohnerschaft an, Romanisch zu verstehen. Bis 1900 war die Gemeinde sogar fast einsprachig (1880 94 %, 1900 94 %). Dieser Anteil sank zwar seither, doch bis 1980 nur unwesentlich (1941 84 %, 1980 83 %). Seit den 1980er-Jahren ist der Anteil der Deutschsprachigen deutlich gestiegen.
| Sprachen in Ardez |                   |                   |                   |                   |                   |                   |
| Sprachen          | Volkszählung 1980 | Volkszählung 1980 | Volkszählung 1990 | Volkszählung 1990 | Volkszählung 2000 | Volkszählung 2000 |
| Sprachen          | Anzahl            | Anteil            | Anzahl            | Anteil            | Anzahl            | Anteil            |
| Deutsch           | 50                | 13,05 %           | 78                | 19,85 %           | 81                | 20,20 %           |
| Rätoromanisch     | 316               | 82,51 %           | 288               | 73,28 %           | 296               | 73,82 %           |
| Italienisch       | 17                | 4,44 %            | 26                | 6,62 %            | 12                | 2,99 %            |
| Einwohner         | 383               | 100 %             | 393               | 100 %             | 401               | 100 %             |

### Religionen und Konfessionen
Die Ardezer Bürger traten 1538 zur protestantischen Lehre über.

### Herkunft und Nationalität
Von den Ende 2005 431 Bewohnern waren 394 (= 91,42 %) Schweizer Staatsangehörige.

## Kultur und Sehenswürdigkeiten

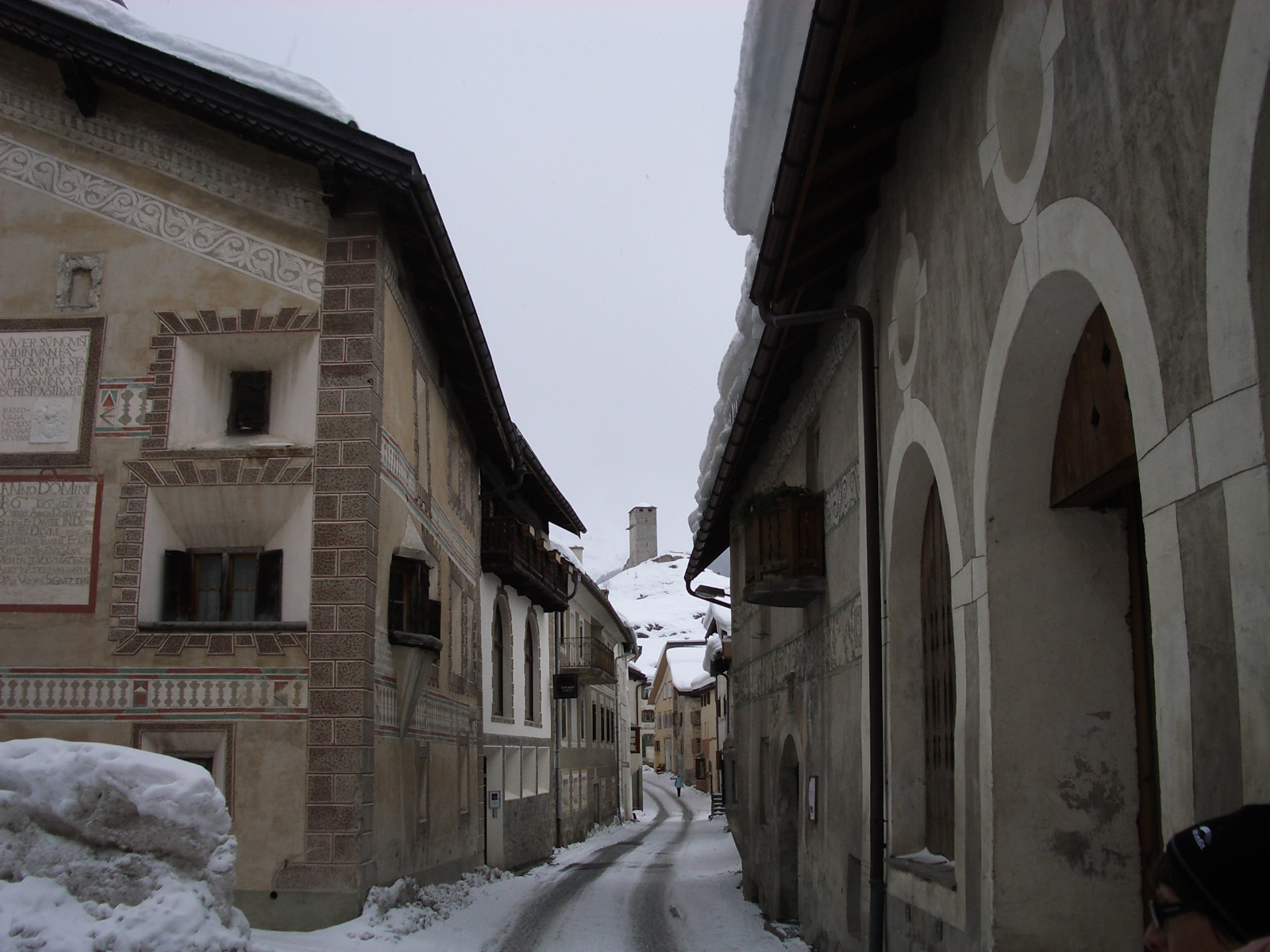
Via Maistra

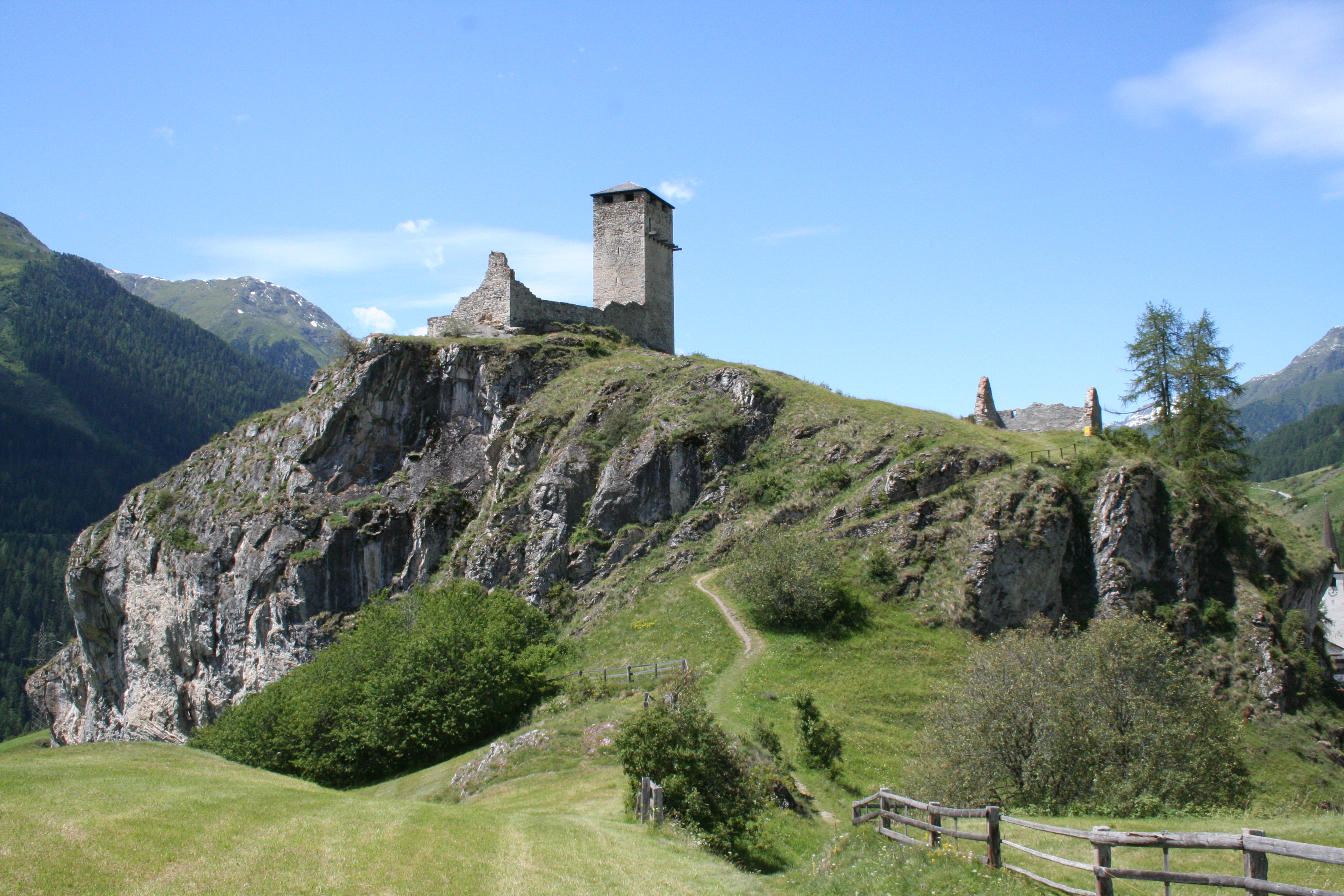
Ruine Steinsberg

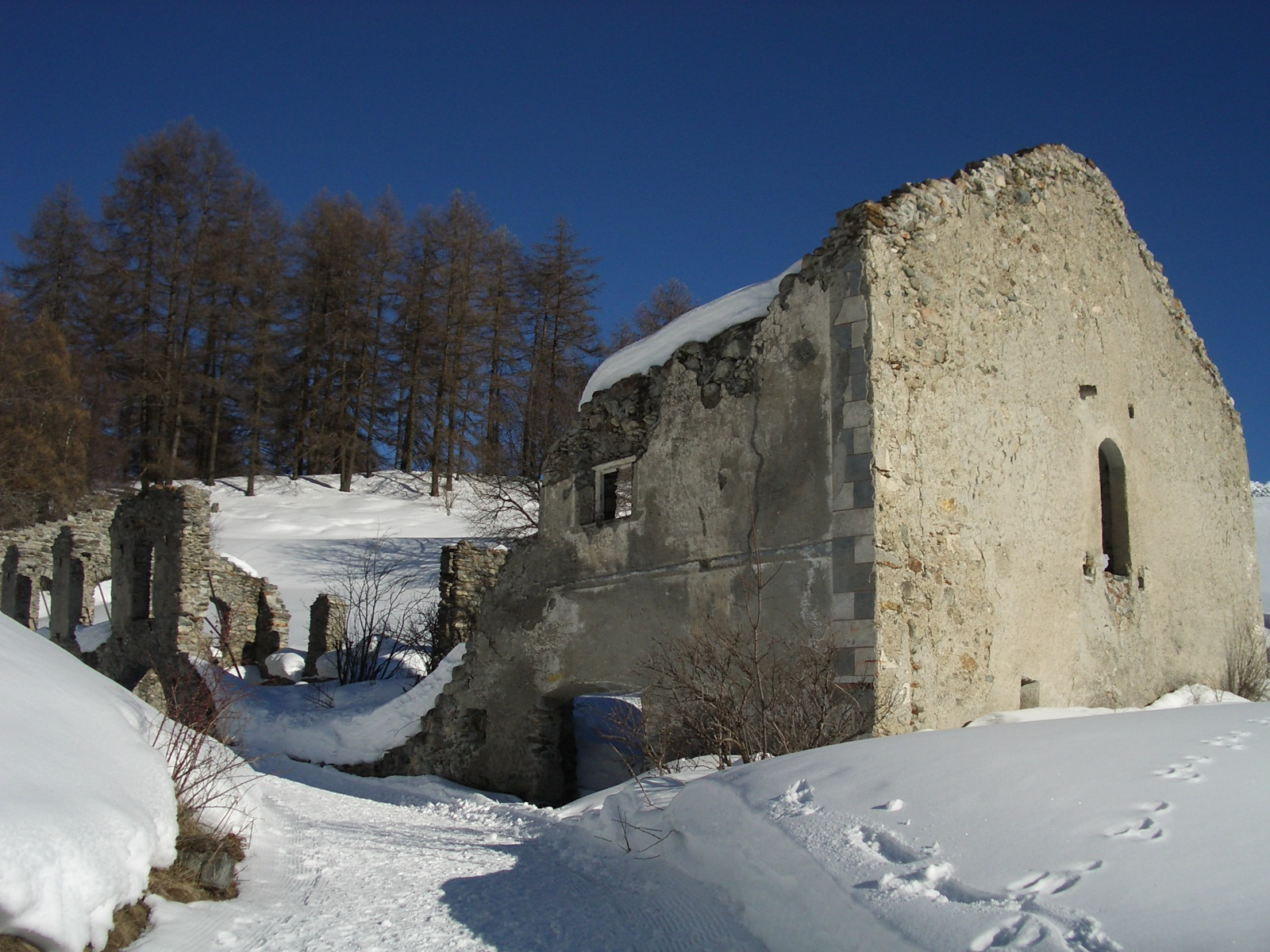
Sust Chanoua am alten Saumpfad

In der Tradition der Übernamen der Engadiner Dörfer heissen die Ardezer la bescha, zu deutsch: «die Schafe».
Am ersten Samstag im Januar wird jeweils das Fest Babania gefeiert.
- Reformierte Kirche, 1576–1577 erbaut, Vorgängerbau im 12. Jahrhundert erstmals erwähnt
- Reformierte Filialkirche[5]
- Seit 1622 fast unverändertes Dorfbild mit vielen Engadiner Häusern: Haus Könz,[6] Wohnhaus Jacob Simon Könz,[7] Wohnhaus Swizer,[8] Wohnhaus mit Fassadenmalerei[9]
- Tuor Planta-Vonzun (La Praschun = Käfigturm) 13. Jahrhundert, Wohnturm der Familie Planta und später Vonzun (im südlichen Dorfteil), zuletzt Kreisgefängnis und Hirtenunterkunft[10]
- Ruine der Burg Steinsberg
- Ehemaliges Von-Planta-Haus, jetzt Sitz der Stiftung Not Vital[11]
- Foura Chagnoula, eine Höhle, die ehemals als Tierfriedhof diente
- Ruine des Passantenhauses und Postgebäudes Chanoua am alten Verkehrsweg nach Ftan. Es wurde erstmals im 9. Jahrhundert im karolingischen Urbar als fiskalische Taberne/Taverne bei «Ardezis» an der damaligen Verbindungsstrasse Via imperiala Como–Tirol erwähnt.
- ehemaliger Wohnturm der Familie Scheck von Ardez
- 2011: Bibliothek Chasa Plaz von Men Duri Arquint – Schweizer Holzbaupreis[12][13][14]
- 2012–2013: Haus Planta von Wildenberg von Men Duri Arquint – Auszeichnung für gute Bauten Graubünden[15]

## Wirtschaft und Infrastruktur
Im 16. Jahrhundert hatten die Ardezer ein Verteilungssystem für ihre Alpwirtschaft entwickelt, in dem sich Gruppen von benachbarten Häusern ein Maisensäss teilten. Das Dorf war in fünf Dorfteile mit Weiderechten aufgeteilt, die «vachers» genannt wurden und zu denen die fünf Maiensässe Las Teas, Craista Suterra, Val Gronda, Mundaditsch und Chöglias gehörten. Alle sieben Jahre wurde die Anzahl Alpstösse pro Quartier angepasst, um eine Überweidung zu verhindern. Alle 28 Jahre wurden die Alpen unter den Quartieren neu verteilt.
2015 gab es noch dreizehn Bauernbetriebe, mehrere davon sind Bio-Höfe mit Mutterkuh- oder Schafhaltung. Es wurde Milch, Fleisch und Gerste produziert.
Der Dienstleistungssektor besteht aus einem Architekturbüro, zwei Hotels, drei Restaurants, einem VOLG-Dorfladen, einem Laden für Schafprodukte und etlichen Ferienwohnungen. Zu den Handwerksbetrieben gehören auch solche, die Lederhandschuhe und Schafwolljacken fertigen.
Ardez ist Ausgangsort vieler Wanderungen in die Umgebung. Die nächstgelegenen Skigebiete sind in Ftan und auf Motta Naluns oberhalb von Scuol, das ca. 10 Kilometer von Ardez entfernt ist.
Ardez liegt an der Bahnstrecke Bever–Scuol-Tarasp der Rhätischen Bahn (RhB) sowie an der Hauptstrasse 27.

## Persönlichkeiten
- Vertreter der Ardezer Geschlechter Planta-Wildenberg-Steinsberg, Cazin, Gulfin und Von Zun bekleideten hohe Ämter (Podestà) im Veltlin und Chiavenna.
- Rudolf Alex von Planta, Stifter der landwirtschaftlichen Schule Plantahof in Landquart
- Robert Cantieni (1873–1954), er komponierte in Ardez die Engadinerhymne Chara lingua da la mamma
- Oscar Nussio (* 31. Juli 1899 in Ardez; † 15. Mai 1976 in Greifensee) (Bürgerort Brusio), Maler, Holzbildhauer[18]
- Rudolf Niculin Bezzola (1917–2011), reformierter Pfarrer
- Ruedi Haller, Geograf
- Jachen Huder (1922–2008), Bauingenieur
- Jon Andri Tgetgel (* 1926), Bauingenieur und Divisionär[19]
- Reto Mengiardi (* 1939), Rechtsanwalt, Notar, Regierungsrat des Kantons Graubünden 1979–1990
- Nevin Galmarini (* 1986), Profi-Snowboarder und Olympiasieger

## Bilder

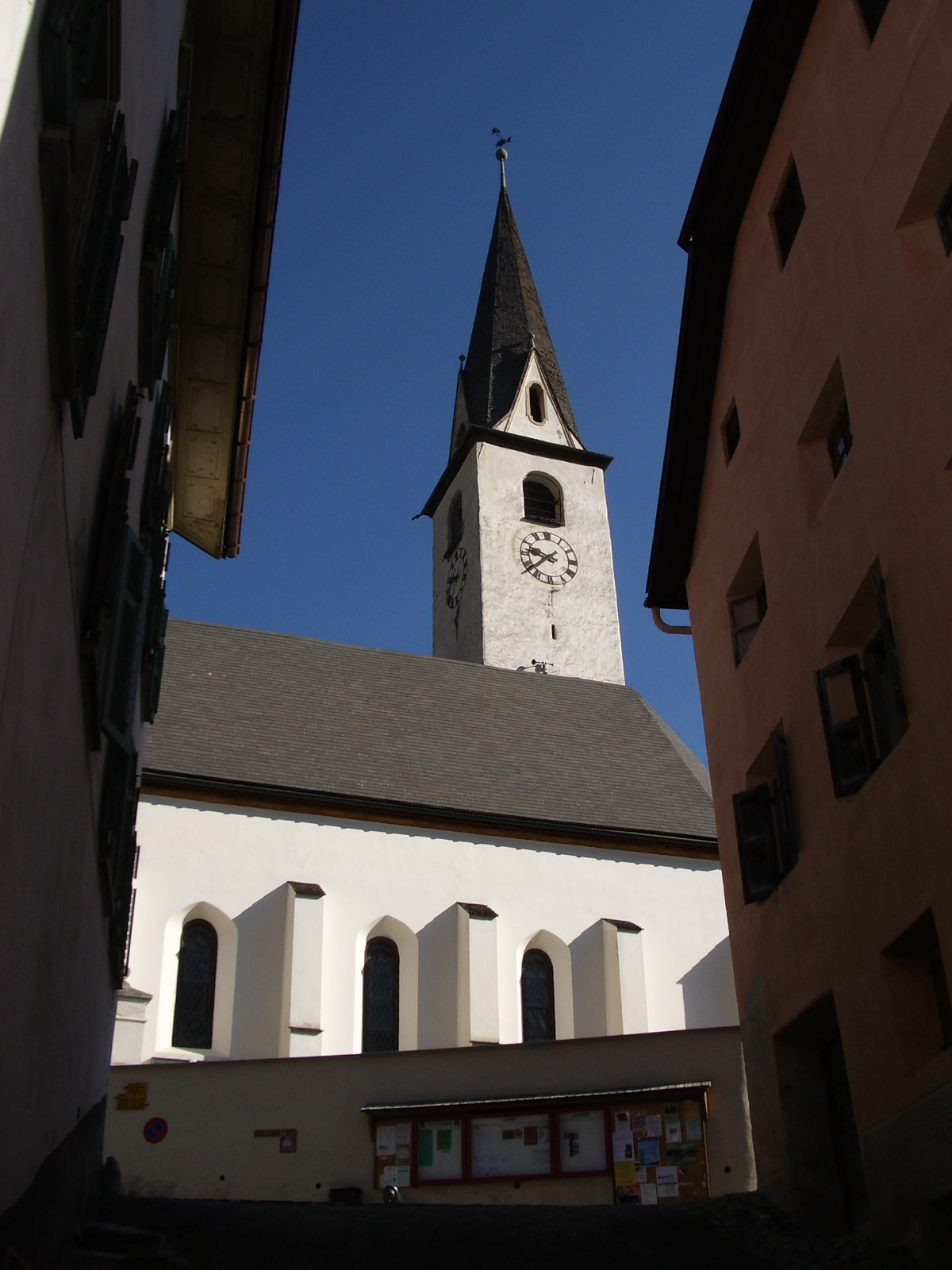
Reformierte Kirche
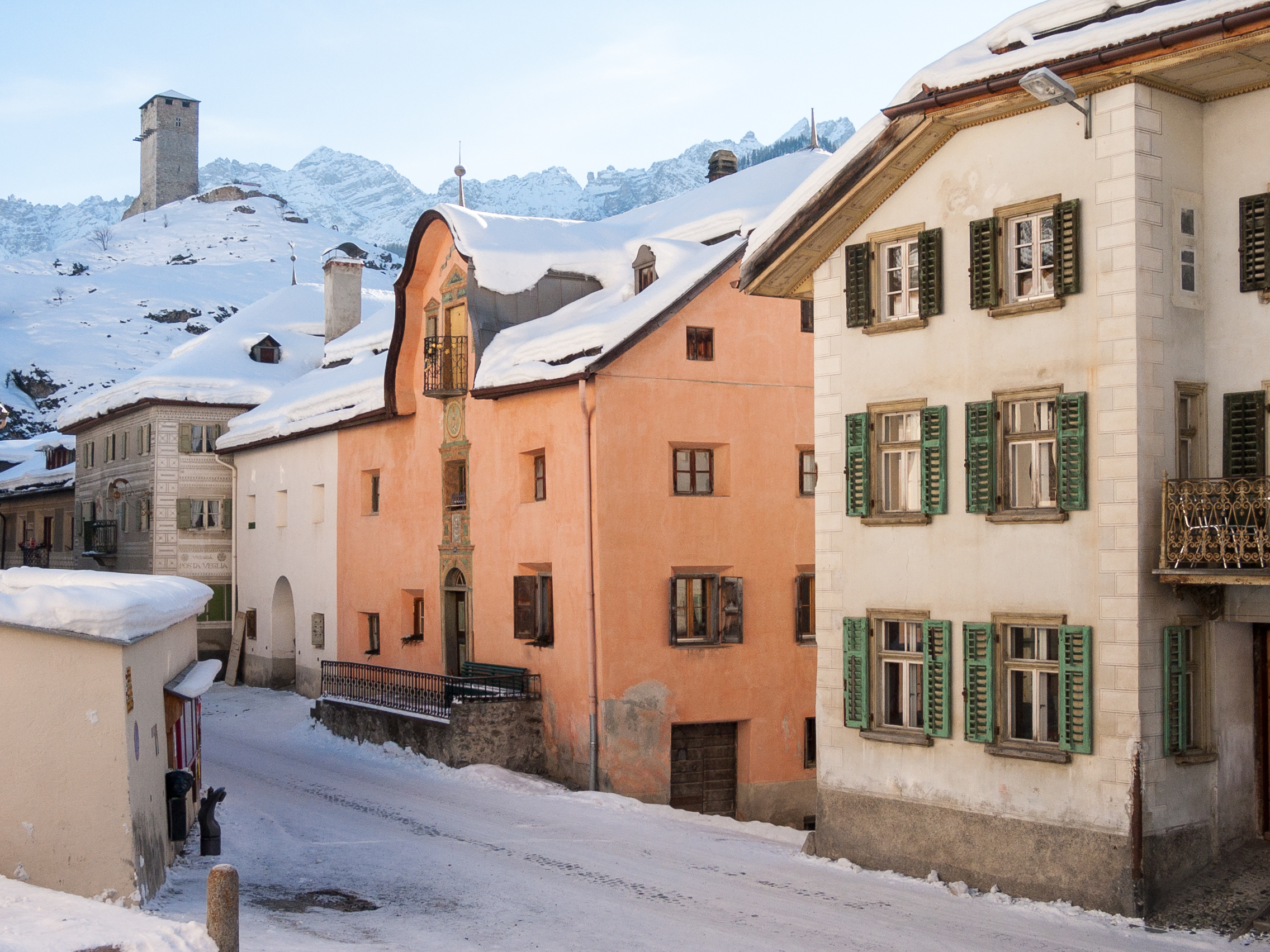
Dorfkern
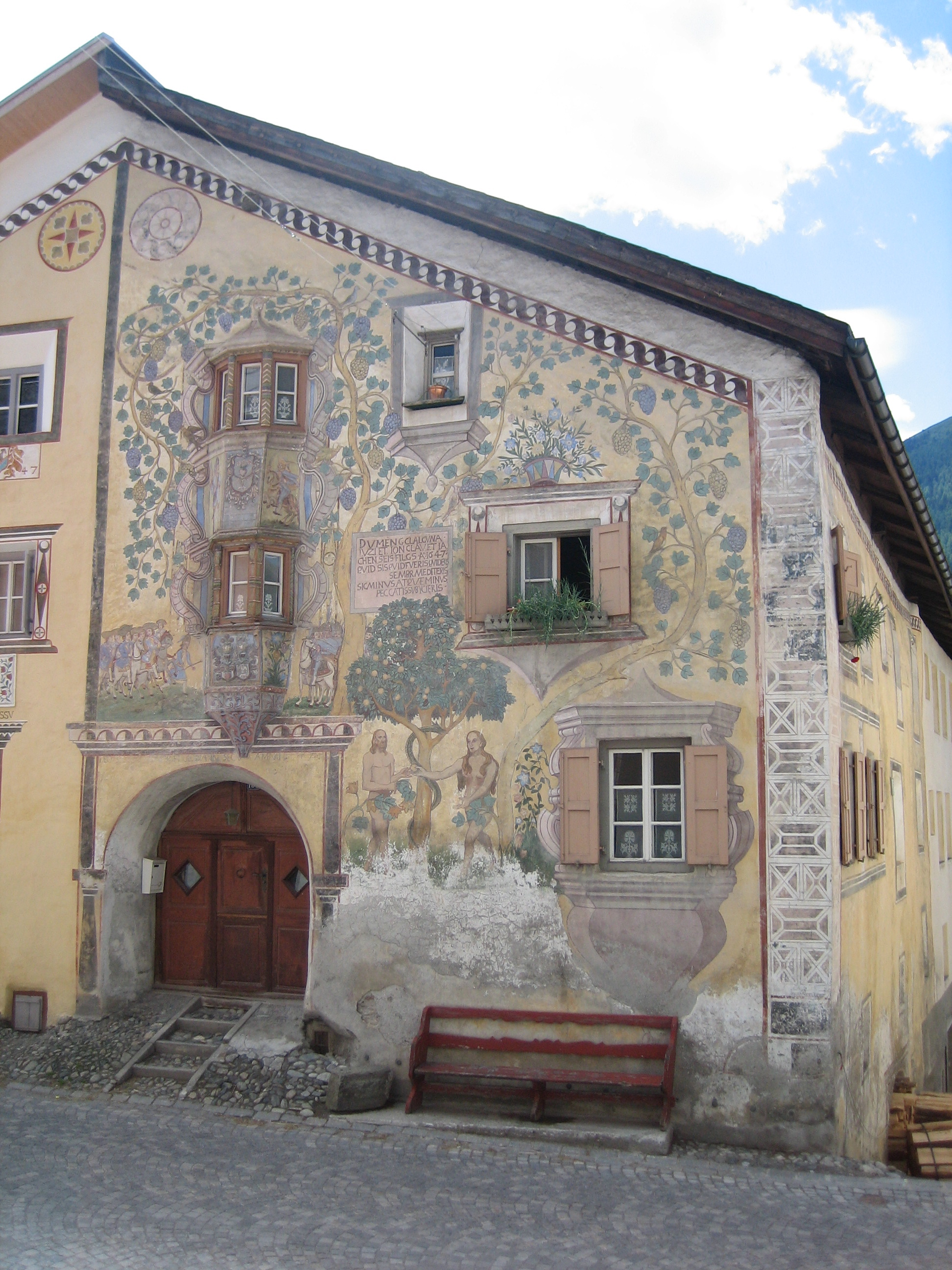
Adam und Eva Haus
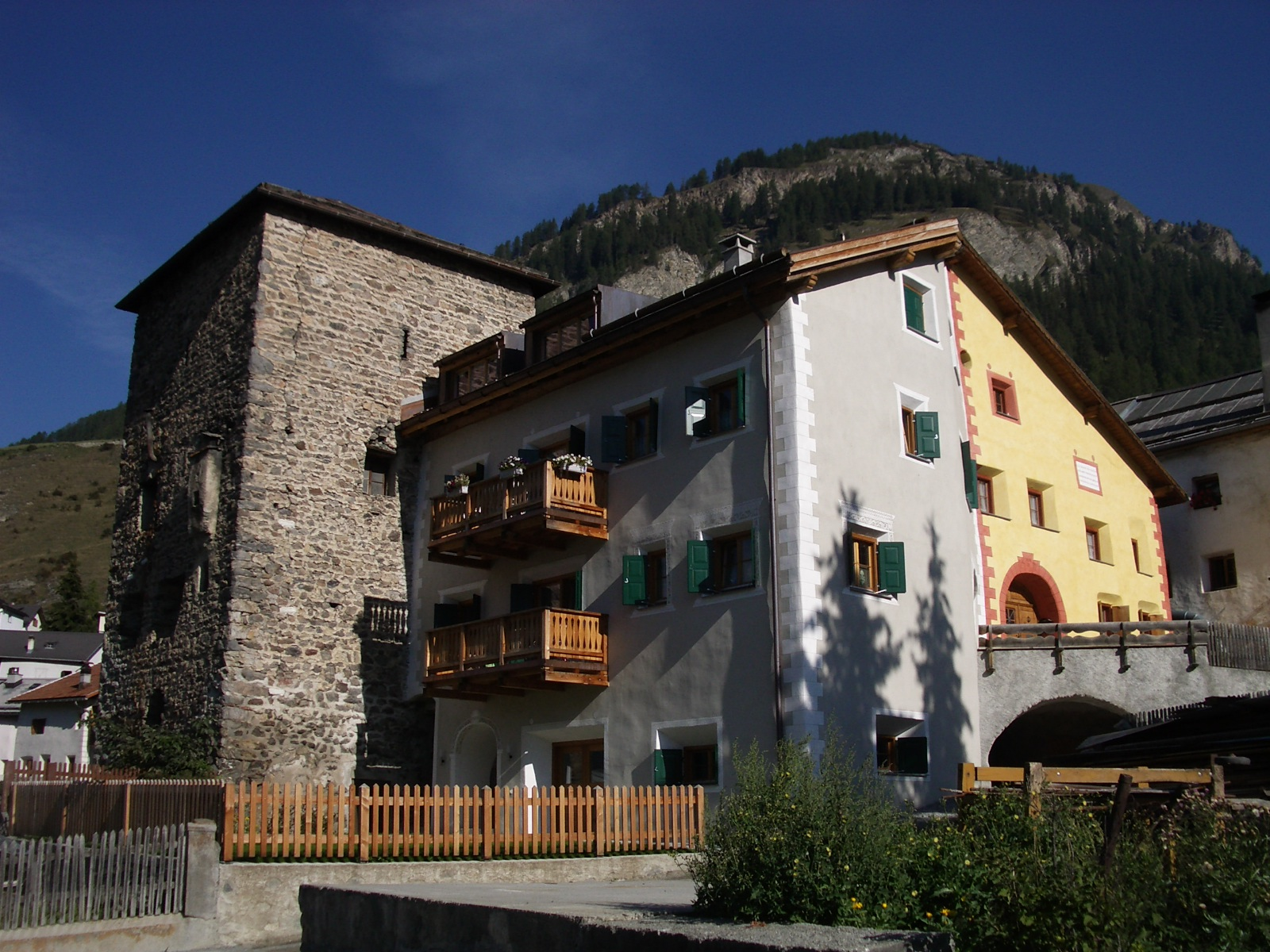
Plantaturm
Gasse in Ardez. Historisches Bild von Leo Wehrli (1930)
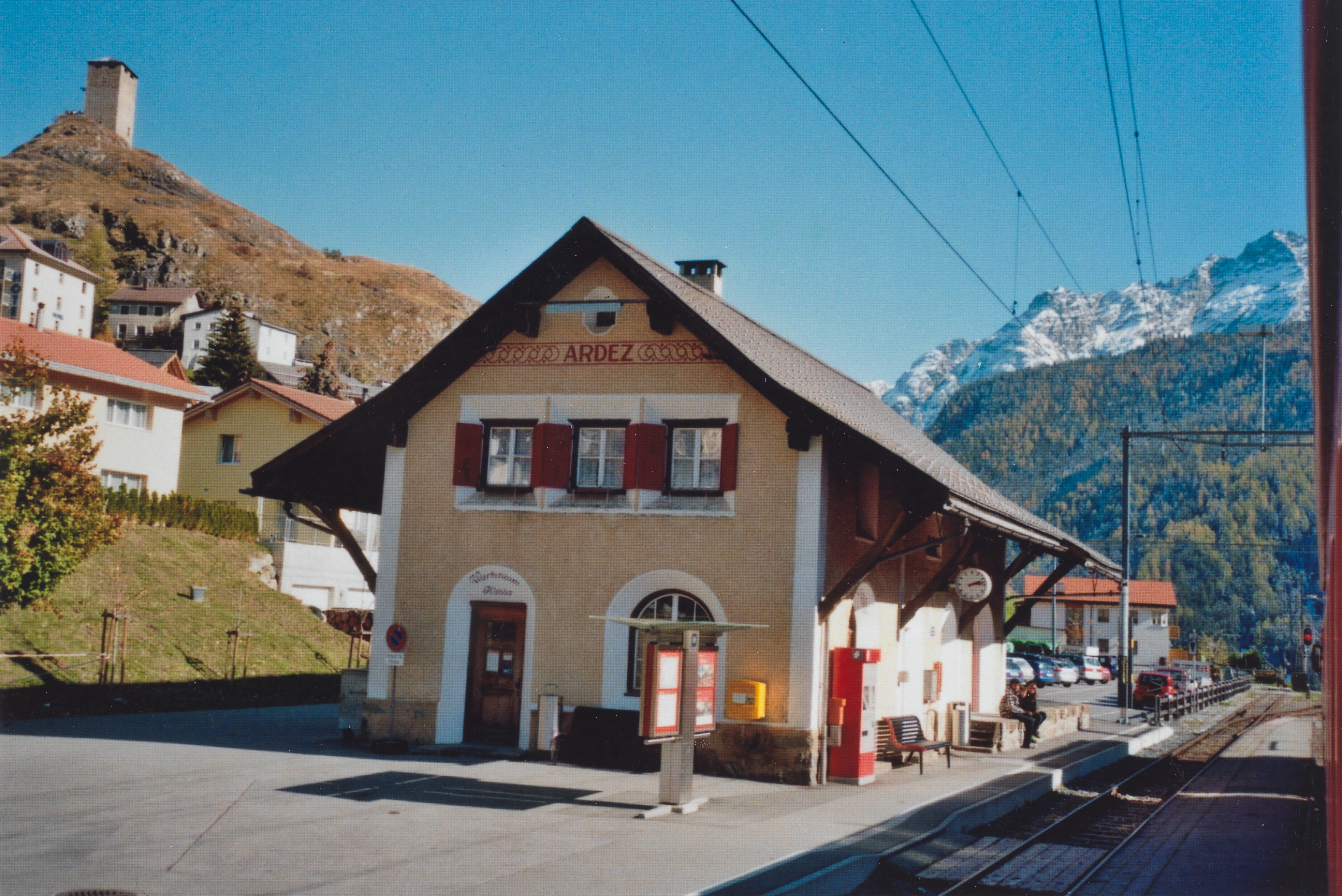
Ardez RhB Stationsgebäude (2011)